# Sedum cupressoides
Sedum cupressoides är en fetbladsväxtart som beskrevs av William Botting Hemsley. Sedum cupressoides ingår i Fetknoppssläktet som ingår i familjen fetbladsväxter. Inga underarter finns listade i Catalogue of Life.